# Pink Cashmere
Pink Cashmere is een nummer van de Amerikaanse muzikant Prince uit 1993. Het verscheen als nieuw nummer op zijn verzamelalbum The Hits/The B-Sides, en is de eerste single daarvan.
Sinds de New Power Generation Prince zijn begeleidingsband is, is "Pink Cashmere" het eerste Prince-nummer waarbij deze band niet vermeld staat op de credits. De ik-figuur in het nummer bezingt hoe hij dolblij is met zijn vriendin. Het nummer werd een klein hitje in de Verenigde Staten, waar het de 50e positie behaalde in de Billboard Hot 100. In Nederland moest de plaat het met een 9e positie in de Tipparade doen.